# Conjunción Republicano-Socialista
La Conjunción Republicano-Socialista (CRS)  fue una coalición electoral creada por los partidos republicanos y el Partido Socialista Obrero Español durante el reinado de Alfonso XIII. Una coalición similar se presentó a la elecciones municipales de abril de 1931 y también volvió a reeditarse en muchas de las circunscripciones para las elecciones a Cortes Constituyentes de la República, celebradas en junio de 1931.

## Historia

### Período de la "Restauración"
Este pacto se realizó como respuesta de los partidos antidinásticos (republicanos y socialista) a los hechos de la Semana Trágica de Barcelona de 1909.
En las primeras elecciones a las que concurrió la Conjunción, la suma de republicanos y socialistas fue de 27 actas. Pablo Iglesias fue el primer socialista representado en las Cortes Generales de España en representación del movimiento obrero. Durante las siguientes elecciones la minoría republicano-socialista no pudo repetir el éxito inicial, aunque lograrán obtener unos resultados electorales más o menos estables, con la dificultad añadida del caciquil sistema electoral de la Restauración, que manipulaba las elecciones a beneficio de los dos partidos dinásticos (Partido Liberal y Partido Liberal-Conservador).
Para las Elecciones generales de 1918 no se reeditó la Conjunción Republicano-Socialista, creándose en su lugar la llamada "Alianza de Izquierdas". El motivo por el que en 1918 se creó esta nueva alianza electoral se debió a la poca actividad y efectividad que en aquel momento mostraba la moribunda Conjunción Republicano Socialista, aunque ello no supuso en sí la disolución de la Conjunción. De hecho, la Conjunción volvió a reeditarse por última vez para las Elecciones generales de 1919, obteniendo unos modestos resultados.
| Comicios                     | Escaños obtenidos | +/– | Partidos             | Cabeza de lista                 |  |
| ---------------------------- | ----------------- | --- | -------------------- | ------------------------------- |  |
| Elecciones generales de 1910 | 27/404            | -   | PSOE, PRR, PRF, Ind. | Benito Pérez Galdós             |  |
| Elecciones generales de 1914 | 10/408            | 17  | PSOE, PRR            | Roberto Castrovido Sanz         |  |
| Elecciones generales de 1916 | 13/409            | 3   | PSOE, PRR, UR, Ind.  | Roberto Castrovido Sanz         |  |
|                              |                   |     |                      |                                 |  |
| Elecciones generales de 1919 | 15/409            | 2   | PSOE,FR, PURA, Ind.  | Álvaro Albornoz, Pablo Iglesias |  |

### Elecciones de 1931
Tras la caída de la Dictadura de Miguel Primo de Rivera en 1930, y con la convocatoria de elecciones municipales el 12 de abril de 1931, la oposición antimonárquica se une en el Pacto de San Sebastián. Socialistas, republicanos, nacionalistas catalanes y antiguos miembros de los partidos dinásticos firman el pacto en el que se comprometen a promover la proclamación de la República. El resultado para la Conjunción le otorga 26.563 concejales a nivel nacional, la gran mayoría en los núcleos urbanos, frente a los 40.275 concejales monárquicos, mayoritarios en las zonas rurales. Las candidaturas republicano-socialistas triunfan en 41 capitales de provincia y rápidamente se proclama la República en todo el territorio español.
En las elecciones de Cortes Constituyentes de la República, las fuerzas de la Conjunción copan buena parte de los escaños:
- Partido Socialista Obrero Español (PSOE), 115 diputados.
- Partido Republicano Radical (PRR), 90 diputados.
- Partido Republicano Radical Socialista (PRRS), 61 diputados.
- Esquerra Republicana de Catalunya (ERC), 29 diputados.
- Acción Republicana (AR), 26 diputados.
- Derecha Liberal Republicana (DLR), 25 diputados.
- Partido Republicano Democrático Federal (PRDF), 16 diputados.
- Federación Republicana Gallega (FRG), 15 diputados.
- Agrupación al Servicio de la República (ASR), 13 diputados.

Los partidos de la Conjunción gobernaron la República en el bienio reformista de 1931–1933 bajo las presidencias de Niceto Alcalá-Zamora y Manuel Azaña, hasta que sus disensiones internas provocaron la convocatoria de elecciones y el fin de la Conjunción Republicano-Socialista.
De cara a las Elecciones de febrero de 1936, Azaña y algunos partidos republicanos propusieron volver a crear una suerte de coalición que recuperara el espíritu de la Conjunción Republicano-Socialista. No obstante, esta propuesta de alianza electoral acabaría dando lugar al conocido como Frente Popular.